# 长沼
长沼（bayou）又譯湖沼、海灣、美國南部的牛軛湖，指的是位於美国南部的平坦、低洼区域的水体以及流速极其缓慢的溪流、河流、沼泽湖、湿地，或者小溪。长沼的水通常都是半咸水，非常有益于鱼类和浮游生物生长。长沼多见于美國墨西哥灣沿岸地區，尤其是密西西比河三角洲，但其他地区也存在长沼。
长沼通常都是辮狀河流中的支流或小支流，河水流速慢于干流，且通常近似于沼泽，水流如同发臭的死水。虽说不同地区的长沼的动物群也不同，但很多长沼都孕育了如下动物：淡水龙虾、特定种类的虾、其他水生有壳动物、鲶鱼、无尾目动物（青蛙、蟾蜍）、有尾目两栖动物（如蝾螈、小鲵、大鲵）、水螈、美國短吻鱷、美洲鱷、鹭科动物、蜥蜴、龟鳖目动物（龟、鳖）、陆龟、玫瑰琵鹭、蛇、蚂蟥，以及很多其他物种。